# Francesco Lollobrigida
Francesco Lollobrigida (ur. 21 marca 1972 w Tivoli) – włoski polityk i samorządowiec, deputowany, od 2022 minister.

## Życiorys
Ukończył studia prawnicze w Rzymie. Działalność polityczną rozpoczął w ramach FdG, organizacji młodzieżowej Włoskiego Ruchu Społecznego, kierował jej strukturami w prowincji Rzym. Działał następnie w Sojuszu Narodowym i ugrupowaniu Lud Wolności.
W 1997 zasiadł w radzie miejskiej w Subiaco, a w 1998 został wybrany do rady prowincji Rzym. W latach 2005–2006 był asesorem we władzach miejskich Ardei. Od 2006 do 2010 pełnił funkcję radnego Lacjum, a w latach 2010–2013 zajmował stanowisko asesora w zarządzie tego regionu. W 2012 odszedł z PdL, należał do założycieli partii Bracia Włosi. Od 2013 był kierownikiem organizacyjnym tej formacji.
W wyborach w 2018 uzyskał mandat posła do Izby Deputowanych XVIII kadencji, pełnił funkcję przewodniczącego frakcji poselskiej swojej partii. W 2022 z powodzeniem ubiegał się o poselską reelekcję.
W październiku 2022 objął stanowisko ministra polityki rolnej, żywnościowej i leśnej w nowo utworzonym rządzie Giorgii Meloni (od listopada 2022 jako minister rolnictwa suwerenności żywnościowej i leśnictwa).

## Życie prywatne
Krewny aktorki Giny Lollobrigidy. Zawarł związek małżeński z Arianną Meloni, siostrą Giorgii Meloni. Ma dwie córki.